# Thy Serpent
Thy Serpent  es una banda de estilo symphonic black metal/Doom metal/Black metal formada en Espoo, Finlandia.De principio se había comenzado como un proyecto solista del guitarrista Sami Tenetz. Después de dos demos la banda firma contrato con la discográfica Spinefarm Records que llegó a llamarse Thy Serpent.Luego en 1996 lanzan a la venta su primer álbum Forests of Witchery fue añadido como B-side en el primer sencillo de la banda de metal sinfónico Nightwish en su primer sencillo The Carpenter.Después de su éxito del álbum debut lanzaron dos seguidos álbumes. 
En contrario a declaraciones de Tenetz que nunca tocó en vivo, hicieron ocho conciertos en Finlandia en el verano de 1999.En 2000 
Thy Serpent cambia un poco la formación, luego se dirigen al estudio para grabar el MCD Death. 
Después de 18 años sin lanzar material, en 2019 lanzaron el compilatorio Frozen Memory/Into Everlasting Fire y el Split Thy Serpent/Ash Pool.

## Miembros
- Azhemin - Vocalista / Bajo / Sintetizador
- Teemu Laitinen - Batería
- Sami Tenetz - Guitarra
- Tomi Ullgren - Guitarra

### Miembros Antiguos
- Agathon - Vocalista / Batería
- Alexi Laiho - Guitarra
- Luopio - Vocalista / Bajo / Sintetizador

## Discografía

### Demos
- Frozen Memory Demo (1994)
- Into Everlasting Fire Demo (1995)

### Álbumes
- Forests of Witchery (1996)
- Lords of Twilight (1997)
- Christcrusher (1998)

### EP
- Death (2000)

### Compilation
- Frozen Memory/Into Everlasting Fire  (2019)

### Split
- Thy Serpent/Ash Pool  (2019)

- Datos: Q1896831